# HSM-79
L'Helicopter Maritime Strike Squadron Seven Nine (HSM-79), soprannominato "Griffins" è uno squadrone di elicotteri della Marina degli Stati Uniti con sede a NAS North Island, California, Stati Uniti.

## Storia
Fondato il 2 giugno 2016, attualmente è legato al Carrier Air Wing Seven (CVW-7).